# Béla III.
Béla III. (madžarsko: III. Béla, hrvaško: Bela III, slovaško: Belo III), kralj Madžarske in kralj Hrvaške (1172-1196), vojvoda Hrvaške in Dalmacije (1161-1163), pripadnik dinastije Árpádovcev, * okrog 1148, † 23. april 1196. Bil je eden od najmočnejših madžarskih vladarjev in eden od najbogatejših monarhov Evrope.

## Življenje
Béla je bil drugi sin ogrskega in hrvaškega kralja Géze II.  in njegove žene Eufrozine Kijevske. 
Béla III. je bil močan vladar in njegov dvor so imeli za enega najodličnejših v Evropi. Njegove posmrtne ostanke so v poznem 19. stoletju odkrili arheologi med izkopavanji ruševin katedrale v Székesfehérvárju, kjer so kronali in pokopavali madžarske kralje iz dinastije Árpádov. Po poročilih njegovih sodobnikov je bil Béla izredno visok, kar je olajšalo njegovo identifikacijo. S preiskavo njegovega okostja so ugotovili, da je meril več kot dva metra, kar bilo za tiste čase nekaj izjemnega. Njegove posmrtne ostanke so skupaj z ostanki njegove prve žene Agneze pokopali v cerkvi sv. Matije v Budimpešti.
Bela je bil preko svoje matere potomec Harolda II. Angleškega, katerega naslednike so po invaziji Normanov odstavili, preko svojega sina Andreja II. pa je bil prednik angleškega kralja Edvarda III., zato se lahko vsi angleški in britanski kralji imajo za potomce Harolda II.
Njegov starejši brat Štefan III. je bil v letih med 1162 in 1172 ogrski in hrvaški kralj. Imel je še mlajšega brata Gézo, katerega je nato leta 1172 premagal v boju za ogrski prestol.
Béla se je prvič poročil leta 1170 z Agnezo Antioško, hčerko antioškega kneza Rajnalda Châtillonskega in Konstance Antioške. Z njo je imel štiri otroke:
- kralja Emerika Ogrskega (1174-1204)
- Margareto (1175-1223), ki je bila prvič poročena s cesarjem Izakom II. Angelom, drugič s solunskim kraljem Bonifacijem I. Montferraškim in tretjič z Nikolajem Saint-Omerskim
- kralja Andreja II. Madžarskega (ortog 1177-1235)
- Konstanco (okrog 1180-1240), ženo kralja Otokarja I. Češkega

Drugič se je poročil leta 1185 ali 1186 z Margareto Francosko (1158-1197), hčerko kralja Ludvika VII. Francoskega in njegove druge žene Konstance Kastiljske.  
Umrl je 23. aprila 1196.

## Dosežki

### Hrvaški in dalmatinski vojvoda
Leta 1161 je oče Béli kot apanažo podelil vojvodini Hrvaško in Dalmacijo. Očetovo odločitev je kasneje potrdil tudi brat, kralj Štefan III., ki je po očetovi smrti 31. maja 1162 nasledil madžarski prestol.

### Béla kot bizantinski despot Aleksej
Štefan III. je kot starejši sin nasledil Gézo II.  Po Gezini smrti je bizantinski cesar Manuel I. Komnen nadaljeval z napadi na Ogrsko in proti Gezinemu sinu Štefanu III. podprl  njegove strice Štefana in Ladislava.  Ko se je v boju za prestol Štefan III. obdržal proti svojima stricema, je Manuel ubral drugo taktiko in Štefanu je predlagal, da mu preda mlajšega brata Bélo in mu izroči Belino dediščino – Hrvaško in Dalmacijo, ki ju je Beli namenil oče Geza II. Tako je bizantinski vladar leta 1164 s kraljem Štefanom III. sklenil pogodbo, po kateri so Bélo poslali na šolanje na cesarski dvor v Bizanc. 
Z izročitvijo svojega mlajšega brata, vojvode Hrvaške in Dalmacije,je Štefan III. preprečil silovito invazijo Bizantincev na Ogrsko  Bizantinski cesar Manuel Komnen je dal Bélo III. prepeljati v Bizanc,  tam pa je bil prekrščen v Alekseja (Alexios).  V naslednjih letih so odnose med bizantinskim cesarjem in ogrskim kraljem določali prav boji za Bélino dediščino- apanažno vojvodino Dalmacijo in Hrvaško.
Čeprav se je Štefan III. odpovedal Bélini dediščini Hrvaški in Dalmaciji, pa v resnici pa dežel ni nameraval predati in se je odpravil v Dalmacijo, da bi tam utrdil svoje pozicije. Temu dogajanju so sledili spopadi med bizantinsko in ogrsko-hrvaško vojsko. V boju za Bélino dediščino je Manuel je leta 1164 preko Srema vpadel na Ogrsko in prisilil Štefana, da se ponovno zaveže spoštovati dogovor.  Tako so Bizantinci leta 1165 pridobili Bélino dediščino. V teh dogodkih leta 1164 in 1165 je Béla spremljal cesarja Manuela I. Kralj Štefan III. je bil prisiljen omenjene pokrajine prepustiti Manuelu, le-ta pa jih ni predal Béli, pač pa jih je priključil Bizantinskemu cesarstvu.
Nato je Manuel z vojsko poleg Hrvaške in Dalmacije zavzel še Bosno, z drugo vojsko pa Srem. Štefan III. se je leta 1166 še enkrat uprl, pri čemer se je naslanjal na beneško pomoč, ker so Benečani nejevoljno spremljali krepitev Bizanca. Čeprav so Štefanove vojaške sile ponovno uspele zavzeti Srem, Hrvaško in Dalmacijo, ga je leta 1167 Bizanc odločilno porazil pri Zemunu, tako da je Štefan Manuelu odstopil del Dalmacije, Bosno in Srem. Štefan je od hrvaških dežel zadržal le večidel Slavonije ter Dalmacijo zahodno od Krke. Mesta Zadar, Trogir ter otoke Brač, Hvar in Vis pa so še vedno zadržali Benečani. V ostalem so vladali Bizantinci, ki so imeli v Splitu imeli namestnika.
Béla je imel na bizantinskem dvoru položaj talca, a tudi varovanca. Ker cesar Manuel sprva ni imel potomcev, je Bélo zaročil s svojo hčerjo Marijo Komneno. Do zaroke je prišlo jeseni 1165, Manuel pa je Alekseja oziroma Bélo uradno razglasil za svoja naslednika in že na začetku leta 1166 sta Manuel in Béla sopredsedovala sinodi Bizantinske cerkve v Bizancu. Ker je postal prestolonaslednik, je bila na novo in prav zanj uvedena funkcija despota, s tem pa je postal drugi mož v bizantinski državi. Verjetno je bila Manuelova vizija v tem, da bi Béla nekega dne pod isto krono lahko združil Bizantinsko cesarstvo in Ogrsko kraljestvo.
Ker pa se je Manuelu in njegovi drugi ženi Mariji Antiohijski leta 1169 rodil sin, zaroko so nemudoma preklicali, Aleksej oziroma Béla pa je izgubil možnost nasledstva na bizantinskem prestolu,  pa tudi ostale privilegije.   Béli so odvzeli naslov despota  in mu podelili nižji naslov kaisar. Manuel ga je nato poročil z Agnezo Antiohijsko, polsestro svoje žene Marije Antiohijske, tako da sta postala svaka. Po poroki je Béla, uradno kaisar Aleksej, z ženo odšel na romanje v Jeruzalem.

### Uveljavitev na Ogrskem
Ko je 4. marca 1172 na Ogrskem brez živih potomcev umrl mladi kralj Štefan III., je Béla postal zakoniti dedič madžarske krone. Velik del madžarskega plemstva pod vodstvom njegove matere Eufrozine in škofa iz Esztergoma je za naslednika izbral njegovega mlajšega brata Gézo, zato se je Béla uspel dokopati do madžarskega prestola samo s pomočjo bizantinskega cesarja Manuela I. in papeža Aleksandra III. Béla je tako kljub določenim nesoglasjem dobil podporo cesarja Manuela in se ob podpori Bizanca takoj pojavil na ogrskem dvoru, kjer se je v tekmi z mlajšim bratom Gézo uspel dokopati krone. Vladal je v letih 1172 do 1196. . V zameno večjo denarno pomoč in za politično podporo je moral Béla še pred osvojitvijo oblasti na Ogrskem bizantinskemu cesarju priseči, da bo tudi kot ogrski kralj zastopal bizantinske interese. Obljubiti je moral, da v času svojega kraljevanja in kraljevanja njegovega sina ne bo napadel Bizantinskega cesarstva.
Ker je Béla bizantinskemu vladarju obljubil, da bo kot ogrski vladar zastopal bizantinske interese, so ga na Ogrskem sprva sprejeli z nezaupanjem, esztergomski nadškof Luka (Lukas) pa ga ni okronal za kralja.  Nadškof Luka se je v obnovljenih prepirih med duhovno in posvetno oblastjo odločno postavil na papeško stran in se bal, da bo v Bizancu vzgojeni vladar s seboj prinesel preveč pravoslavnih vplivov.  Stanje se je postopoma umirilo po smrti cesarja Manuela.  Nadškof se je izgovarjal,  da je obdaroval njegovega poslanca, nadškof pa je to njegovo darilo imel za poskus trgovanja s cerkvenimi službami. Béla je bil zato prisiljen iskati pomoč pri papežu Aleksandru III., ki je pooblastil škofa iz Kalocsa, da ga je 13. januarja 1173 okronal za madžarskega kralja.
Po kronanju je Béla aretiral svojega brata Gézo, kateremu je kasneje uspelo pobegniti v Avstrijo. Ker ga avstrijski vojvoda Henrik II. ni hotel izročiti Madžarom, je Béla skupaj s češkim vojvodom Sobeslavom II. napadel Avstrijo. Géza je nato poskusil pobegniti na dvor cesarja Svetega Rimskega cesarstva Friderika I. a so ga Čehi ujeli in ga izročili Béli.

### Vladavina na Ogrskem
Béla III. je spretno izkoristil dejstvo, da je bila v njegovem času Ogrska pri zemljiški politiki še vedno večinoma v kraljevih rokah, kraljevi dohodki od monopola nad dragocenimi kovinami, od kovanja denarja, pobiranja mitnin in davščin pa so bili zelo visoki. Skupaj z ustanovitvijo kraljevih pisarn so bili povečani kraljevi prihodki pomemben temelj vzpona njegovega kraljevanja. Béla je bil na vladavino dobro pripravljen- v Bizancu so njegovo naravno nadarjenost dopolnili z dobro izobrazbo in do leta 1180, ko je umrl Manuel, je Béla že uspel streti ves notranji odpor in naredil konec spletkam mlajšega brata Géze, ki si je želel prilastiti prestol, pomiril pa se je tudi s cerkvijo. Leta 1179 je namreč prepričal esztergomskega nadškofa Lukasa, da je zaradi žalitve izobčil kaloškega nadškofa Andreja, premoženje nadškofije pa je zaplenil. Kmalu zatem sta se Béla in nadškof Andrej po posredovanju papeža Aleksandra III. pomirila.
Njegova vladavina velja za čas stabilnosti. Leta 1181 je Béla uspel reformirati javno upravo: s posebno listino poudaril pomen pisanih dokumentov in tako se je oblikovala kraljeva pisarna, kar je pripomoglo h konsolidaciji njegove oblasti. To je pomenilo, da so pričeli ustne dogovore, sklenjene pred kraljem, zapisovati, zato je na dvoru skrbel notar.
Čeprav je večina kraljevega bogastva izvirala iz naturalnih dajatev,so vse večjo vlogo igrali dohodki od srebrove rude. Kralju so pripadale mitnine, skupni prihodki pa so bili primerljivi s prihodki francoskega ali angleškega vladarja.
Béla III. je podrl delovanje cerkve in omogočil širjenje samostanov. Ustanovil je več cistercijanskih samostanov. Leta 1183 je kralj ustanovil cistercijanski samostan v Monoštru, v današnjem Slovenskem Porabju, tako se je še več Slovencev naselilo na Ogrsko. S takšno politiko je vladar omogočil širjenje pismenosti in s tem tudi napredek v kmetovanju in vzgoji. Béla se je v Bizancu seznanil s kodeksom viteške časti in je pomembno prispeval k vzponu viteške kulture na Ogrskem.

### Zunanja politika in zagotovitev kraljevskega prestola na Hrvaškem
Po smrti bizantinskega cesarja Manuela I. 24. septembra 1180 se je Béla izkazal za zelo sposobnega voditelja in je ne glede na predhodne obljube Bizantincem zastopal ogrske interese. V tem času je bizantinsko vojaško moč zaustavljali osamosvojitveni gibanji Srbov in Bolgarov. Bizancu je Béla III. v razmeroma kratkem času ponovno odvzel svojo dediščino Hrvaško in Dalmacijo, poleg tega pa tudi Srem. Bizantinska cesarska vdova Marija Antiohijska je z Bélo podpisala sporazum, s katerim je Béli prepustila vse pravice do Hrvaške, Dalmacije in Srema, mesti Split inTrogir sta mu odprla mestna vrata. Na novo je osvojil tudi Bosno, kjer je tedaj že vladal ban Kulin, v okrilje svoje države pa sprejel še Zadar, kjer se je tedaj že večinsko hrvaško-slovansko prebivalstvo uprlo Beneški republiki. Prebivalci Zadra so bili v svojem odporu uspešni, ker so se poleg navezave na ogrsko-hrvaške sile povezali tudi s Piso.
V sodelovanju s Srbi je po letu 1180 večkrat uspešno zasedel območja med današnjim Beogradom in Sofijo. Tako je leta 1184 je Béla zasedel Beograd, Braničevo in dolino Morave. Leta 1185 se je pomiril tudi z Bizantinci. Njegova hči Margareta se je poročila z bizantinskim cesarjem Izakom II. Angelom, ki se je za vselej odpovedal pravicam do Dalmacije in otokov, s tem pa se je za vedno končalo obdobje bizantinske prevlade nad Dalmacijo in hrvaško-dalmatinsko kraljestvo se je za zmeraj otreslo bizantinskih vplivov. Bizantinski vladar je ob poroki za doto prejel dolino Morave.
Po smrti prve žene se je Béla nameraval poročiti s Teodoro Komneno, eno od nečakinj cesarja Manuela I., toda bizantinska cerkev je njuno poroko prepovedala. Béla se je zato leta 1186 poročil z Margareto Francosko, sestro kralja Filipa II. Francoskega in vdovo najstarejšega sina angleškega kralja Henrika II., ki je bil tudi Henrik.
Leta 1188 je na Bélovem dvoru iskal zatočišče knez Vladimir II. Hališki, ki so ga odstavili njegovi bojarji. Béla III. je za kratek čas zavzel tudi Galicijo (Halič). Béla je z vojsko krenil proti Haliču in ga zavzel, kneza Vladimirja je aretiral, kneževino pa predal svojemu drugemu sinu Andreju.
31. maja 1189 je Béla sprejel cesarja Svetega Rimskega cesarstva Friderika I., ki se je s križarsko vojsko odpravil v Sveto deželo. Na cesarjevo zahtevo je osvobodil svojega brata Gézo. Ko se je Friderik I. sprl z bizantinskim cesarjem Izakom II., je Béla posredoval v njunem sporu. Medtem je Vladimir II. pobegnil in ponovno osvojil svojo kneževino. 
Jeseni 1191 se je Bela sestal s svojim zetom, cesarjem Izakom II., in mu pomagal v vojni s srbskim vladarjem Štefanom Nemanjo. Pred smrtjo pa se je zaobljubil, da bo vodil križarski pohod v Sveto deželo.
Posredovanje v sporu med Bizancem in nemškim cesarjem Friderikom Barbarosso glede spora o križarskem pohodu leta 1190, pa tudi dejstvo, da je z Bizancem, Francijo, Nemčijo in Aragonom uspel vzpostaviti dinastične zveze, priča o Bélini veličini.
Béla je glede nasledstvenega vprašanja skušal zagotoviti delovanje načela primogeniture, zato je prvorojenega sina Emerika še za sovjega življenja dal kronati kar dvakrat kot ogrskega in kot hrvaško-dalmatinskega kralja.